# 原甲藻目
原甲藻目（學名：Prorocentrales）為藻類植物中的一目。該植物在植物分類表上，歸於雙鞭毛蟲門（Pyrrophyta）横裂甲藻纲（Dinophyceae）。其特點是其二個鞭毛是在身體頂端，而不像其他同門生物的鞭毛是在腹側。过去曾归入纵裂甲藻纲（Desophyceae），但现纵裂甲藻纲已撤销，归入横裂甲藻纲下。

## 下级分类
本目包括以下科：
- 半甲藻科 Haplodiniaceae Lindemann, 1928
  - 半甲藻属 Haplodinium Klebs, 1912
  - Pleromonas Pascher, 1914
- 原甲藻科 Prorocentraceae F.Stein, 1883